# 丁七星

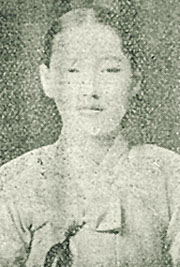
丁七星

丁七星（1897年—1958年11月），艺名和號錦竹、又号琴竹（금죽），朝鮮妓生出身獨立運動家和女性主義運動家，作家。

## 外部連結
- 3·1 독립운동 뛰어든 ‘사상기생’ 사회주의 운동가로 활동（页面存档备份，存于） 한겨레 신문 2002.04.15 
- http://weekly.khan.co.kr/khnm.html?mode=view&artid=19310&code=116（页面存档备份，存于）

1. ↑  3·1 독립운동 뛰어든 ‘사상기생’ 사회주의 운동가로 활동 （页面存档备份，存于） 한겨레 신문 2002.04.15 